# Nomioides
Nomioides är ett släkte av bin. Nomioides ingår i familjen vägbin.

## Bildgalleri

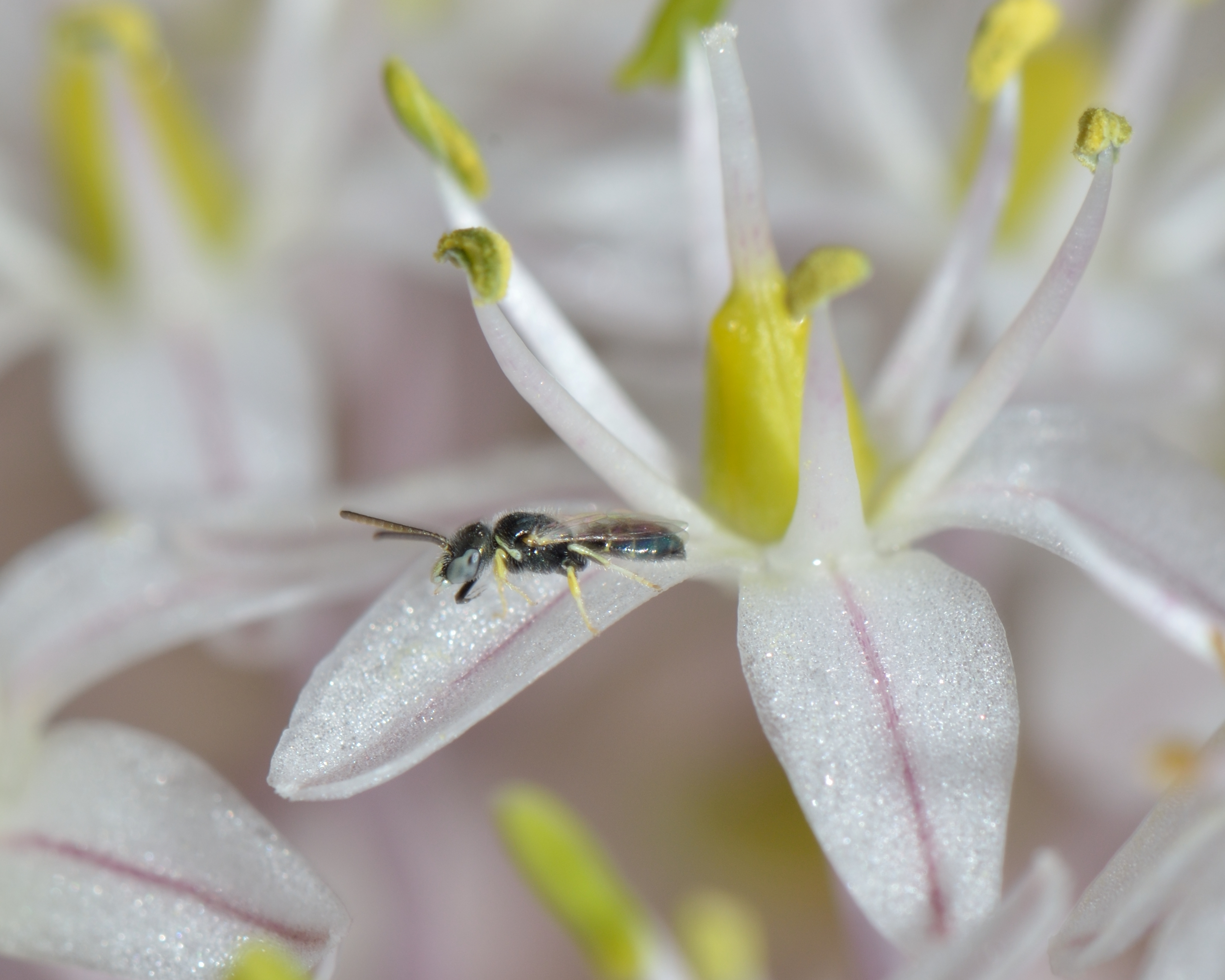
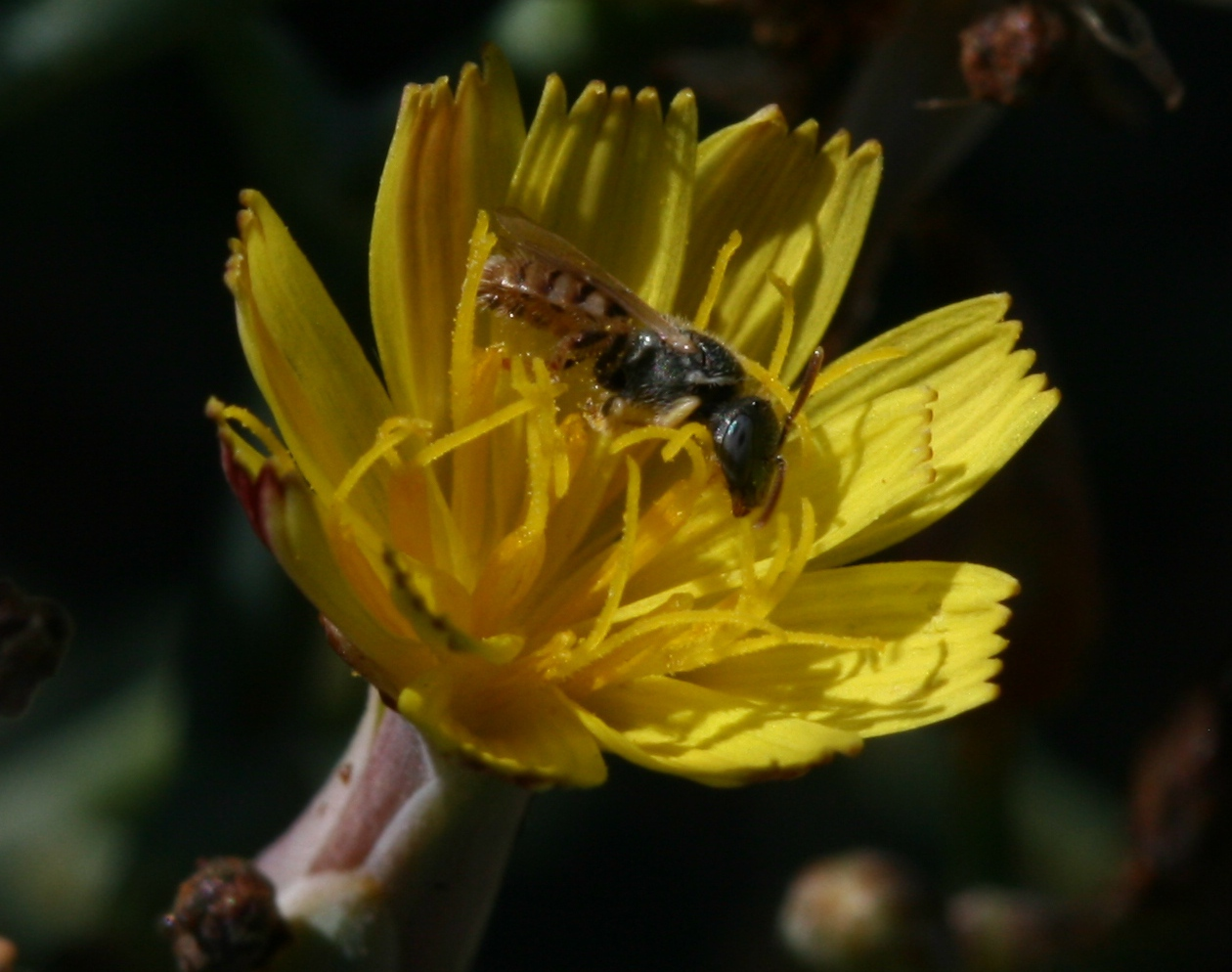
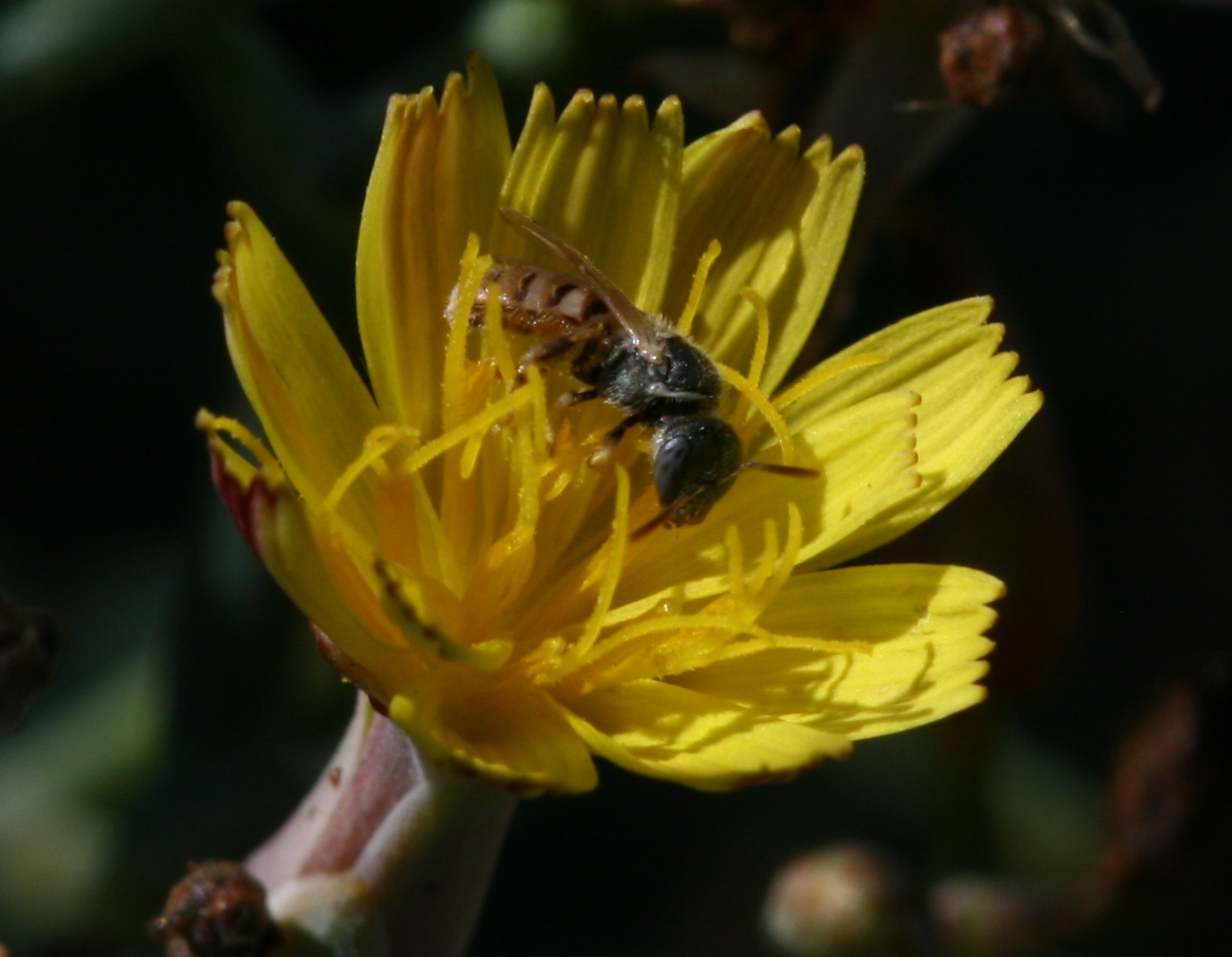
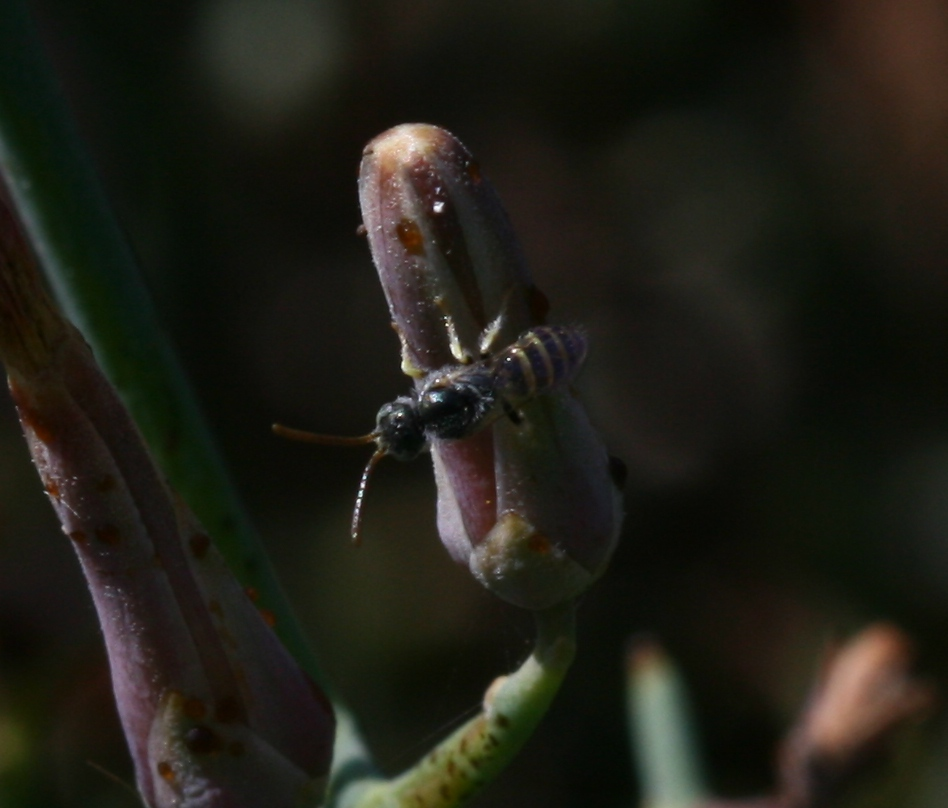
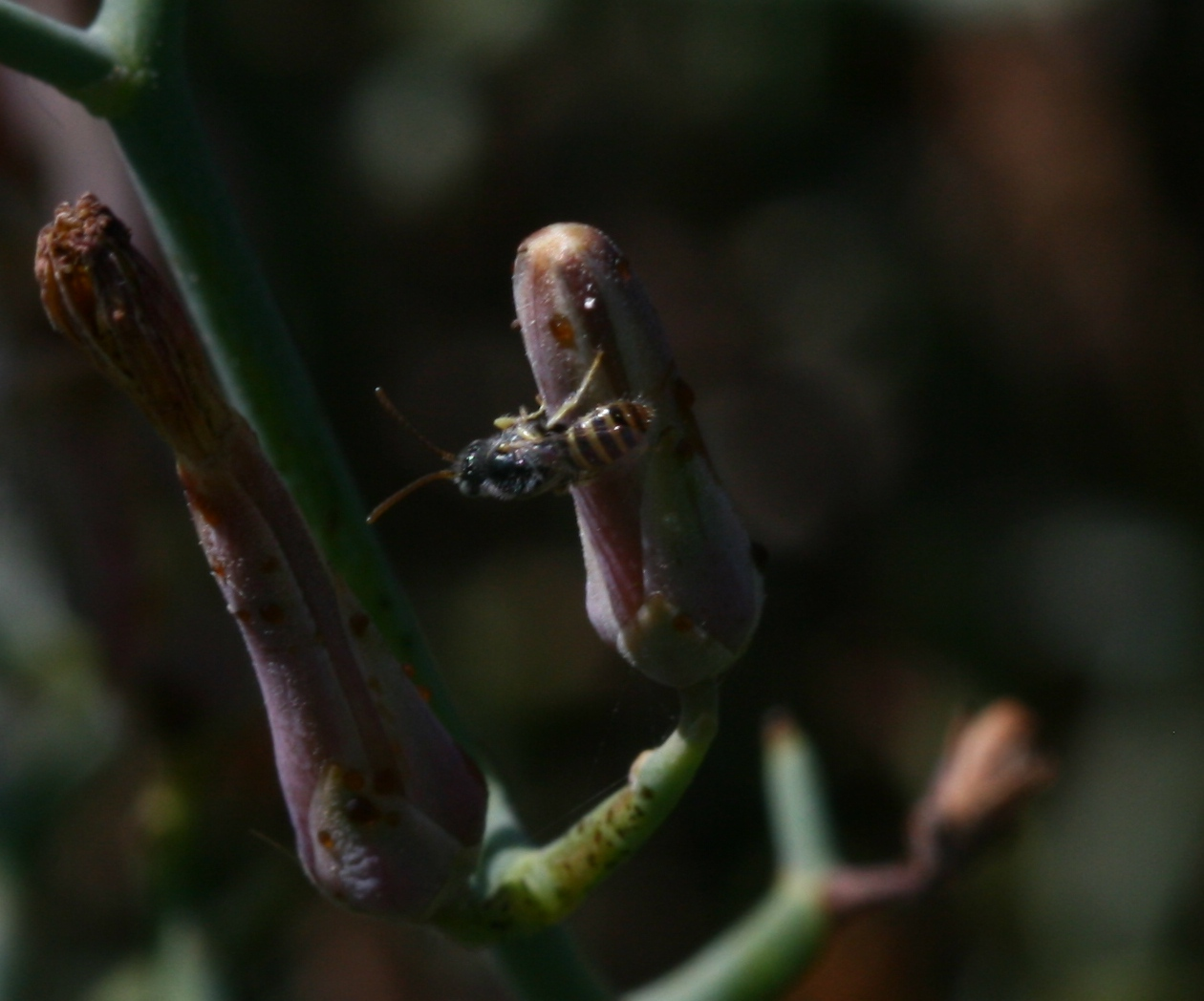

## Dottertaxa tillNomioides, i alfabetisk ordning[1]
- Nomioides arabicus
- Nomioides atrekensis
- Nomioides bactriensis
- Nomioides bluethgeni
- Nomioides caspicus
- Nomioides chalybeatus
- Nomioides communis
- Nomioides curvilineatus
- Nomioides deceptor
- Nomioides dubius
- Nomioides elbanus
- Nomioides facilis
- Nomioides feai
- Nomioides fortunatus
- Nomioides galeritus
- Nomioides griswoldi
- Nomioides gussakovskiji
- Nomioides hybridus
- Nomioides incertus
- Nomioides ino
- Nomioides iranellus
- Nomioides kenyensis
- Nomioides klausi
- Nomioides lahorensis
- Nomioides longiceps
- Nomioides maculiventris
- Nomioides micheneri
- Nomioides minutissimus
- Nomioides modestus
- Nomioides monticola
- Nomioides mucoreus
- Nomioides nigriceps
- Nomioides ornatus
- Nomioides parviceps
- Nomioides patruelis
- Nomioides paulyi
- Nomioides pulcherrimus
- Nomioides pulverosus
- Nomioides pusillus
- Nomioides rotundiceps
- Nomioides schwarzi
- Nomioides similis
- Nomioides socotranus
- Nomioides splendidus
- Nomioides squamiger
- Nomioides steinbergi
- Nomioides subornatus
- Nomioides subparviceps
- Nomioides tadzhicus
- Nomioides tobiasi
- Nomioides turanicus